# André Vlayen
André Vlayen, també André Vlaeyen (Herselt, 17 de març de 1931 - Herselt, 20 de febrer de 2017) va ser un ciclista belga que fou professional de 1953 a 1962. En el seu palmarès destaquen dos campionats nacionals de ruta i una etapa del Giro d'Itàlia de 1957.

## Palmarès
- 1953
  - 1r a la Niel-Sint-Truiden
  - 1r al Tour de Limburg independents
- 1954
  - 1r al Tour de l'Oest
  - 1r al Circuit de Limburg
  - 1r al Gran Premi de l'Alliberament
- 1955
  - 1r a la Brussel·les-Couvin
  - 1r al Circuit de Campine du Sud
- 1956
  -  Campió de Bèlgica en ruta
  - 1r a la Volta a Bèlgica i vencedor d'una etapa
- 1957
  -  Campió de Bèlgica en ruta
  - Vencedor d'una etapa del Giro d'Itàlia
- 1958
  - 1r a l'A través de Flandes
  - 1r als Tres dies d'Anvers i vencedor d'una etapa
  - 1r al Gran Premi Stan Ockers
  - 1r del Premi d'Heist-op-den-Berg
- 1961
  - 1r al Circuit de les regions flamenques

### Resultats al Tour de França
- 1956. Fora de control (15a etapa)
- 1958. Abandona (15a etapa)

### Resultats al Giro d'Itàlia
- 1957. 51è de la classificació general. Vencedor d'una etapa
- 1960. Abandona (12a etapa)